# Jean-Paul Bastin
Jean-Paul Bastin (Malmedy, 6 april 1974) is een Belgisch politicus voor het cdH, sinds maart 2022 Les Engagés genaamd.

## Levensloop
Bastin behaalde in 1996 een graduaat in buitenlandse handel aan het Institute Saint-Marie in Luik en in 1999 een licentie in de politieke en bestuurswetenschappen aan de Facultés universitaires catholiques in Bergen. Hij werd commercieel en marketingverantwoordelijke  in een bedrijf actief in multimedia en animatie.
Hij militeerde binnen de rangen van de toenmalige PSC, vanaf 2002 cdH geheten, en zetelde van 2001 tot 2003 in het nationaal bureau van de jongerenafdeling. In 2004 volgde Bastin Benoît Lutgen op als directeur van de partij, bevoegd voor interne structuren, opbouwwerk en opleiding, en hij bleef dit tot in 2006. Van 2007 tot 2013 was hij voorzitter van AMPL, de vereniging van lokale voorzitters en mandatarissen binnen het cdH, alsook van april 2011 tot september 2013 voorzitter van de cdH-afdeling van het arrondissement Verviers. Van januari 2019 tot maart 2022 was Bastin nationaal vicevoorzitter van het cdH.
In oktober 2006 werd Bastin verkozen in de provincieraad van Luik, waar hij bleef zetelen tot in juli 2013. In oktober 2006 werd hij eveneens verkozen in de gemeenteraad van Malmedy. Bastin wist er een bestuursmeerderheid op de been te brengen en werd in december 2006 burgemeester van de stad. Na het aannemen van een constructieve motie van wantrouwen verloor hij in augustus 2008 zijn sjerp. Vier jaar later, in december 2012, wist Bastin opnieuw het burgemeesterschap te bemachtigen, een functie die hij nog steeds uitoefent. 
Bij de Waalse verkiezingen van juni 2009 stond Bastin als opvolger op de lijst in het arrondissement Verviers. In juli 2013 werd hij effectief naar het Waals Parlement en het Parlement van de Franse Gemeenschap geroepen om er Marc Elsen op te volgen, die zich toelegde op het burgemeesterschap van Verviers. In het Waals Parlement werd hij lid van de commissie Openbare Werken, Landbouw, Landelijkheid en Erfgoed en ontfermde hij zich over de dossiers betreffende wegherstellingswerken, ambtenarenzaken en intercommunales. In het Parlement van de Franse Gemeenschap zetelde hij in de commissie Onderwijs. Hij zetelde tot aan de Waalse verkiezingen van mei 2014 en stond toen als eerste opvolger op de lijst. Na zijn parlementaire loopbaan werd Bastin van 2014 tot 2016 deskundige op het kabinet van de Waalse minister van Landbouw René Collin en van 2016 tot 2017 deskundige op het kabinet van de Franse Gemeenschapsminister Marie-Martine Schyns.
In april 2016 kreeg Bastin de kans om opnieuw toe te treden tot het Waals Parlement in opvolging van Marie-Martine Schyns. Hij weigerde echter om zich toe te leggen op het burgemeesterschap in Malmedy. Bij de federale verkiezingen van mei 2019 was Bastin kandidaat om voor de kieskring Luik verkozen te geraken in de Kamer van volksvertegenwoordigers, maar hij werd niet verkozen.
Bij de Waalse verkiezingen van juni 2024 was Bastin lijsttrekker in het arrondissement Verviers. Hij werd verkozen en nam zo na een onderbreking van tien jaar weer zitting in het Waals Parlement en het Parlement van de Franse Gemeenschap. Na de vorming van de Waalse regering werd hij in juli 2024 aangesteld tot fractievoorzitter voor Les Engagés in het Waals Parlement.
Daarbovenop nam hij verschillende bestuursmandaten op: van 2008 tot 2013 bestuurder bij de intercommunale Tecteo, van 2007 tot 2013 bestuurder en lid van het directiecomité van SPI+, de intercommunale voor territoriale ontwikkeling in de provincie Luik, sinds 2011 bestuurder van Sorasi, de Luikse maatschappij voor de renovatie en sanering van industriële sites, van 2008 tot 2011 bestuurder bij de intercommunale die het Circuit de Spa-Francorchamps uitbaat, van 2017 tot 2018 vicevoorzitter en van 2018 tot 2023 voorzitter van de raad van bestuur van SOWALFIN, de Waalse financieringsmaatschappij voor KMO's, sinds 2018 bestuurder en van 2020 tot 2024 vicevoorzitter van de UVCW, de vereniging van Waalse steden en gemeenten, en sinds 2016 bestuurder bij de CECP, de onderwijsraad voor gemeenten en provincies in Franstalig België.